# Antonio Di Gennaro
Antonio Di Gennaro (25. říjen 1958, Florencie, Itálie) je bývalý italský fotbalový záložník. Od roku 2018 je publicistou nově vzniklé rozhlasové stanice RMC Sport Network.
Již od mládí byl hráčem Fiorentiny. V 18 letech nastoupil do prvního utkání v nejvyšší lize. Hrál na stejné pozici co Antognoni. Za fialky hrál čtyři sezony do roku 1980. Poté odešel do Perugie, se kterou sestoupil do druhé ligy. Od následující sezony již hrál za ambiciózní klub Verona. Hned v první sezoně pomohl klubu zvítězit ve druhé lize. V nejvyšší lize s klubem hrál velmi dobře. Po 4. a 6. místě přišel překvapující titul v sezoně 1984/85. Dvakrát hrál ve finále v italském poháru (oba prohráli). Po roce 1988 měl klub finanční problémy a musel se některými hráči rozloučit. A tak odešel do druholigového Bari. V první sezoně pomohl k postupu do nejvyšší ligy a v roce 1990 vyhrává Středoevropský pohár i když do žádného zápasu nezasáhl. Kariéru zakončil v Barlettě ve třetí lize v roce 1992.
Za reprezentaci odehrál 15 utkání a vstřelil 4 branky. První utkání odehrál 3. listopadu 1984 proti Švýcarsku (1:1). Byl na MS 1986, kde odehrál první tři zápasy v základní sestavě a ve čtvrtfinále odehrál poločas. Po turnaji již za národní tým nenastoupil.

## Hráčská statistika
| Sezóna  | Klub       | Liga     | Liga   | Liga | Ligové poháry | Ligové poháry | Ligové poháry | Kontinentální poháry | Kontinentální poháry | Kontinentální poháry | Celkem | Celkem |
| Sezóna  | Klub       | Soutěž   | Zápasy | Góly | Soutěž        | Zápasy        | Góly          | Soutěž               | Zápasy               | Góly                 | Zápasy | Góly   |
| ------- | ---------- | -------- | ------ | ---- | ------------- | ------------- | ------------- | -------------------- | -------------------- | -------------------- | ------ | ------ |
| 1976/77 | Fiorentina | Serie A  | 4      | 0    | -             | 0             | 0             | Stř.P                | 2                    | 1                    | 6      | 1      |
| 1977/78 | Fiorentina | Serie A  | 8      | 0    | IP            | 0             | 0             | -                    | 0                    | 0                    | 8      | 0      |
| 1978/79 | Fiorentina | Serie A  | 21     | 3    | IP            | 1             | 0             | -                    | 0                    | 0                    | 22     | 3      |
| 1979/80 | Fiorentina | Serie A  | 11     | 2    | IP            | 1             | 0             | -                    | 0                    | 0                    | 12     | 2      |
| 1980/81 | Perugia    | Serie A  | 24     | 3    | IP            | 0             | 0             | -                    | 0                    | 0                    | 24     | 3      |
| 1981/82 | Verona     | Serie B  | 33     | 2    | IP            | 4             | 2             | -                    | 0                    | 0                    | 37     | 4      |
| 1982/83 | Verona     | Serie A  | 26     | 1    | IP            | 13            | 2             | Stř.P                | 4                    | 0                    | 43     | 3      |
| 1983/84 | Verona     | Serie A  | 26     | 4    | IP            | 13            | 2             | UEFA                 | 4                    | 0                    | 43     | 6      |
| 1984/85 | Verona     | Serie A  | 29     | 4    | IP            | 9             | 5             | -                    | 0                    | 0                    | 38     | 9      |
| 1985/86 | Verona     | Serie A  | 25     | 3    | IP            | 5             | 1             | PMEZ                 | 4                    | 0                    | 34     | 4      |
| 1986/87 | Verona     | Serie A  | 23     | 3    | IP            | 6             | 0             | -                    | 0                    | 0                    | 29     | 3      |
| 1987/88 | Verona     | Serie A  | 20     | 1    | IP            | 6             | 2             | UEFA                 | 8                    | 2                    | 34     | 5      |
| 1988/89 | Bari       | Serie B  | 32     | 3    | IP            | 7             | 0             | -                    | 0                    | 0                    | 39     | 3      |
| 1989/90 | Bari       | Serie A  | 15     | 1    | IP            | 2             | 1             | Stř.P                | 0                    | 0                    | 17     | 2      |
| 1990/91 | Bari       | Serie A  | 17     | 0    | IP            | 3             | 0             | -                    | 0                    | 0                    | 20     | 0      |
| 1991/92 | Barletta   | Serie C1 | 28     | 3    | IP            | 0             | 0             | -                    | 0                    | 0                    | 28     | 3      |
| Celkem  | Celkem     | Celkem   | 342    | 33   | -             | 70            | 15            | -                    | 22                   | 3                    | 434    | 51     |

## Hráčské úspěchy

### Klubové
- 1× vítěz 1. italské ligy (1984/85)
- 1× vítěz 2. italské ligy (1981/82)
- 1× vítěz středoevropského poháru (1990)

### Reprezentační
- 1× na MS (1986)
- 1× na MS U20 (1977)